# Onjuku
Onjuku (jap. 御宿町 Onjuku-machi) – miasto w Japonii, na wyspie Honsiu, w prefekturze Chiba. Według danych na rok 2020 miejscowość zamieszkiwało 6 874 mieszkańców , a gęstość zaludnienia wyniosła 276,6 os./km².